# Charismatisch gezag
Charismatisch gezag of charismatisch leiderschap is gezag dat is gebaseerd op de persoonlijke kwaliteiten van de leider en de erkenning daarvan door de volgelingen. Affectieve binding tussen de leider en de volgelingen is daarbij cruciaal.
Het is een van de drie vormen van gezag volgens de socioloog Max Weber, die het theologische concept charisma overhevelde naar de politiek. Charisma is bij Weber de eigenschap van een individu, waarom dit invididu wordt "beschouwd als buitengewoon en behandeld alsof hij in het bezit is van bovennatuurlijke, bovenmenselijke, of op zijn minst specifiek uitzonderlijke krachten of eigenschappen". Hij zag charisma aan het werk bij de profeten, magiërs en helden in primitieve maatschappijen en in de priesterklassen van de georganiseerde religies. Hoewel charismatisch leiderschap van nature autoritair is, zag Weber ook hoe het de oorsprong van democratie kon worden, als erkenning van de charismatische leider niet meer het gevolg zou zijn van diens gezag, maar de basis ervan.
De twee andere vormen van gezag zijn, volgens Weber, traditioneel gezag dat gebaseerd is op afkomst van de leider en rationeel-legaal gezag dat is gebaseerd op de positie die de leider bekleedt. In werkelijkheid zullen de ideaaltypes nooit in deze pure vorm voorkomen, maar meerdere vormen combineren.

## Religieuze bewegingen
Volgens de Britse sociologe Eileen Barker die is verbonden met de London School of Economics worden nieuwe religieuze bewegingen meestal gesticht door een charismatische leider die zij ziet als onvoorspelbaar.
Dr. Paul Schnabel beschouwde in zijn proefschrift van 1982 de goeroe als charismaticus bij uitstek. Hij schreef verder dat Bhagwan en Maharaji/Prem Rawat (zie Divine Light Mission) de meest zuivere voorbeelden van charismatisch leiderschap waren van dat moment.